# Atentado em Istambul em 2022
O atentado em Istambul em 2022 ocorreu em 13 de novembro de 2022, quando uma explosão aconteceu na Avenida İstiklal, no distrito de Beyoğlu, em Istambul, Turquia, às 16h20, horário local (UTC+3). Segundo o governador de Istambul, Ali Yerlikaya, o atentado deixou seis mortos e pelo menos 81 feridos. Uma mulher que deixou uma sacola na avenida é a principal suspeita do ataque. No dia seguinte nenhum grupo terrorista tinha reivindicado a responsabilidade do atentado.
No dia seguinte, o Ministro do Interior, Süleyman Soylu, suspeitou que o Partido dos Trabalhadores do Curdistão (PKK) e o seu ramo sírio, o Partido de União Democrática (PYD), estivessem por trás do ataque, e anunciou a prisão do homem-bomba e, no mínimo, outras quarenta e seis. Ele afirma que o ataque foi ordenado da cidade sírio-curda de Kobanî.
Segundo as autoridades turcas, o suspeito admitiu ter recebido a "ordem" do "PKK-YPG-PYD". O governo turco considera oficialmente a milícia curda síria YPG (Unidades de Proteção Popular) e o seu braço político PYD (Partido da União Democrática), como ramos do PKK, o que justificou várias ofensivas militares turcas na Síria em 2016, 2018 e 2019.
O PKK envia as suas condolências às vítimas e diz que não levou a cabo o ataque e que foi uma encenação turca para justificar um ataque a Kobane. As dúvidas aumentam à medida que a imprensa turca revela que o irmão do principal suspeito detido, Ahlam Al-Bashir, é um membro de alto nível do Exército Nacional Sírio, uma coligação de grupos rebeldes apoiada por Ankara, e que a alegada terrorista está ela própria ligada à Brigada Sultão Murad, um grupo jihadista pró-turca que luta contra as milícias curdas na Síria.
Alegando estar a agir como retaliação pelo ataque, a Turquia começou a bombardear regiões curdas na Síria e no Iraque a 20 de Novembro, matando dezenas de pessoas.

## Antecedentes
A avenida já havia sido alvo de ataques terroristas em 2015 e 2016 pelo grupo terrorista Estado Islâmico do Iraque e do Levante (ISIS) e militantes associados ao Partido dos Trabalhadores do Curdistão. Um atentado suicida do ISIS na mesma área matou quatro pessoas em 2016.

## Explosão
A explosão ocorreu na Avenida İstiklal, que é uma área comercial e turística popular e uma das principais vias que levam à Praça Taksim. De acordo com o jornal turco OdaTV, a explosão foi causada por um artefato explosivo improvisado, e uma mulher desconhecida estava envolvida no atentado. A explosão fez com que as janelas quebrassem, e diversas imagens que circulavam nas redes sociais mostravam pessoas sangrando. Bombeiros e ambulâncias foram para o local para prestar os primeiros socorros. A polícia montou um perímetro de segurança ao redor da cena ao redor do local do bombardeio e proibiu as pessoas de entrar na Avenida İstiklal e na Praça Taksim.

## Vítimas
Seis pessoas morreram e pelo menos 81 ficaram feridas com a explosão. Os mortos pertenciam a três famílias e incluíam um adolescente de 15 anos e uma criança de 9 anos. Segundo informações do Ministro da Agência, Derya Yanik, dois dos mortos eram Yusuf Meydan, membro do Ministério da Família e Serviços Sociais, e sua filha. Dos oitenta e um atendidos no hospital, trinta e nove receberam alta no mesmo dia e cinco se encontravam em terapia intensiva.

## Investigação
Embora alguns aspectos-chave sobre o evento tivessem sido sido identificados, em 14 de novembro ainda não era claro qual teria sido o motivo do atentado. O Ministro da Justiça, Bekir Bozdag, mencionou que uma mulher foi filmada sentada em um banco por cerca de 40 minutos e que ela saiu pouco antes da explosão. O presidente turco, Recep Tayyip Erdoğan, condenou o ataque; os relatórios iniciais do governador de Istambul pareciam fazer referência a um ataque terrorista. A Procuradoria-Geral de Istambul abriu rapidamente uma investigação após o ataque e pelo menos oito promotores foram designados para o caso.
No dia seguinte ao atentado, a principal suspeita do ataque, Ahlam Albashir, de nacionalidade síria, foi capturada pela polícia turca em seu esconderijo no distrito istambulita de Küçükçekmece. Mais tarde, ela confirmou sua afiliação ao PKK e YPG. A captura foi anunciada por Süleyman Soylu, que também informou que outras 21 pessoas tinham sido igualmente presas e acusou formalmente o Partido dos Trabalhadores do Curdistão de estar por trás do ataque. Soylu argumentou que o ataque foi realizado pelo PKK em retaliação à Operação Nascente de Paz e criticou os Estados Unidos por seu apoio às Unidades de Proteção Popular (YPG) no Curdistão sírio. Essa retórica é frequente em Soylu, que um mês antes tinha atribuído aos Estados Unidos a culpa de um ataque armado contra uma delegacia de polícia ocorrida no sul da Turquia em setembro de 2022, por armarem e treinarem o Partido de União Democrática, o ramo sírio do PKK.

## Censura
Cerca de uma hora após a explosão, o Tribunal Criminal de Istambul proibiu a transmissão de todas as notícias visuais e de áudio e sites de redes sociais relacionados ao atentado. Apenas entrevistas com funcionários do governo podiam ser relatadas. A CNN Türk e a TRT então pararam de relatar o atentado. A velocidade da Internet em toda a Turquia e o acesso a plataformas de redes sociais como o Twitter diminuíram significativamente desde o evento.

## Suspensão do estado de direito
O escritório antiterrorista de Istambul decidiu suspender os direitos de defesa dos suspeitos, mas também dos internautas que compartilharam "informações negativas" sobre o ataque nas redes sociais.

## Reações
O prefeito de Istambul, Ekrem İmamoğlu, inspecionou o local do atentado e o ministro da Saúde, Fahrettin Koca, disse que as vítimas feridas estavam recebendo cuidados médicos nos hospitais próximos. Muitos líderes políticos expressaram suas condolências à mídia, afirmando também que o evento foi um caso de terrorismo. O presidente Erdoğan divulgou uma declaração, afirmando: "Após o ataque traiçoeiro, nossos membros da polícia foram ao local e nossos feridos foram enviados para os hospitais vizinhos. Os esforços para dominar a Turquia e a nação turca através do terrorismo não atingirão seu objetivo nem hoje nem no futuro, da mesma forma que eles falharam ontem."
Condolências também foram oferecidas por organizações internacionais, como o Conselho Europeu e a OTAN, bem como de diferentes líderes estrangeiros de diversos países.
Nos dias que se seguiram, funcionários turcos defenderam publicamente uma nova ofensiva militar na Síria contra os curdos sírios. O Presidente Erdogan tem vindo a anunciar uma possível invasão futura desde a Primavera de 2022, mas até agora tem-se encontrado com a oposição dos Estados Unidos e da Rússia. Segundo o Le Monde, "uma nova pressão em lugares altos, em Ancara, teria sido exercida e ainda mais explicitamente, na terça-feira, com o objectivo de acelerar uma vasta intervenção no terreno".